# Stephostethus bilobatus
Stephostethus bilobatus is een keversoort uit de familie schimmelkevers (Latridiidae). De wetenschappelijke naam van de soort werd in 1952 gepubliceerd door Walkley.